# Ковачий Град
Ковачий Град (словен. Kovačji Grad) — поселення в общині Чрномель, Південно-Східна Словенія, Словенія. Висота над рівнем моря: 193,5 м.